# Mitsurō Kubo
Pour les articles homonymes, voir Kubo.
Mitsurō Kubo (久保 ミツロウ, Kubo Mitsurō, née le 19 septembre 1975), est une mangaka japonaise, principalement célèbre pour avoir créé la série d'animation Yuri on Ice.

## Jeunesse et études
Kubo naît le 19 septembre 1975 à Sasebo, dans la préfecture de Nagasaki. Dès son jeune âge, elle développe un intérêt grandissant pour les animes et les mangas, qu'elle découvre dans le magazine Newtype. Elle indique s'être beaucoup inspiré dans sa carrière des mangas qu'elle lisait étant jeune, dans les pages des magazines Hana to yume, Nakayoshi, Ribon, ou Weekly Shōnen Jump, plus spécifiquement Asari-chan (en). Elle sait dès son plus jeune âge vouloir devenir mangaka.

## Carrière
Dès le lycée, elle commence à dessiner et organise une convention de mangas amateurs, les dōjins, dans sa ville. Elle participe également à un concours de manga amateurs organisé par le magazine Nakayoshi, et obtient la deuxième place. Après l'obtention de son diplôme, elle attire l'attention de la mangaka Masashi Tanaka, qui l'invite à déménager à Tokyo pour une collaboration. Malgré le rejet des éditeurs du projet, scénarisé par Tanaka et dessiné par Kubo, le magazine Mimi (en) engage tout de même Kubo, qui publie plusieurs dessins pour le magazine. Après l'arrêt des publications de Mimi en 1997, Kubo rejoint le Weekly Shōnen Jump par l'intermédiaire d'un ami éditeur, où elle publie sa première série de mangas : 3.3.7 Byooshi!! (ja),.
De 2008 à 2010, elle écrit et dessine la comédie romantique Moteki (en), qui est nommé pour l'édition 2010 du grand prix du manga. Dès 2011, elle débute une nouvelle série, Again!! (en), une série mettant en scène un lycéen peu populaire ayant subi ses années de lycée, qui se voit offrir l'opportunité de les recommencer. Ses deux œuvres sont d'ailleurs adaptées dans des séries en prises de vues réelles,.
À la suite de la conclusion de Again!! (en), Kubo rencontre la réalisatrice Sayo Yamamoto, avec qui elle  ensuite cocrée la série d'animation Yuri on Ice en 2016, en contribuant à l'écriture du scénario, à l'élaboration du concept initial et à la conception des designs de personnages originaux.
En parallèle de sa carrière de mangaka, Kubo anime également depuis 2013 plusieurs émissions de radio, en tandem avec Mineko Nomachi (en), sur un segment de l'émission All Night Nippon,,.

## Travaux

### Filmographie
- Yuri on Ice (2016) : co-créatrice, scénariste et conceptrice des personnages[3].
- Yuri on Ice the movie : Ice Adolescence (annulé) : co-créatrice, scénariste et conceptrice des personnages[12].